# Farmer (Dakota del Sud)
Farmer és una població dels Estats Units a l'estat de Dakota del Sud. Segons el cens del 2000 tenia 18 habitants.

## Demografia
Segons el cens del 2000, Farmer tenia 18 habitants, 7 habitatges, i 4 famílies. La densitat de població era de 115,8 habitants per km².
Dels 7 habitatges en un 28,6% hi vivien nens de menys de 18 anys, en un 57,1% hi vivien parelles casades, en un 14,3% dones solteres, i en un 28,6% no eren unitats familiars. En el 28,6% dels habitatges hi vivien persones soles el 14,3% de les quals corresponia a persones de 65 anys o més que vivien soles. El nombre mitjà de persones vivint en cada habitatge era de 2,57 i el nombre mitjà de persones que vivien en cada família era de 3,2.
Per edats la població es repartia de la següent manera: un 33,3% tenia menys de 18 anys, un 0% entre 18 i 24, un 27,8% entre 25 i 44, un 22,2% de 45 a 60 i un 16,7% 65 anys o més.
L'edat mediana era de 39 anys. Per cada 100 dones de 18 o més anys hi havia 100 homes.
La renda mediana per habitatge era de 14.375 $ i la renda mediana per família de 55.417 $. Els homes tenien una renda mediana de 26.250 $ mentre que les dones 21.250 $. La renda per capita de la població era de 10.976 $. Cap de les famílies estaven per davall del llindar de pobresa.

## Poblacions més properes
El següent diagrama mostra les poblacions més properes.